# سكوربيون
سكوربيون (بالإنجليزية: Scorpion)‏ ، هو شخص محارب على الطريقة النينجا، فهو شبيه لخصمه اللدود سب زيرو، وهو الشخصية الرئيسية في سلسلة لعبة مورتال كومبات ، ويتميز هذا الشخص الياباني بأنه يشعل النار ويعيش في أسفل الجحيم.

## نظرة عامة
سكوربيون واسمه الحقيقي هانزو هاساشي، وهو ينتمي لقبيلة شيراي ريو العريق في زمن العصور الوسطى في اليابان ، لا يعلم من قتل أصحابه وعشيرته، وقرر الانتقام من سب زيرو، وبتحريض من كوان شي بأن عائلة سب زيرو هم من قتله .

الشكل التقليدي لسكوربيون في الأجزاء المختلفة

## وصلات خارجية
- الموقع الرسمي
- Scorpion - The Mortal Kombat Wiki
- IGN: Scorpion (Mortal Kombat)
- Scorpion في قاعدة بيانات الأفلام على الإنترنت